# 古爾伊夫科扎喬克
50°25′6″N 35°58′12″E / 50.41833°N 35.97000°E
胡爾伊夫-科扎喬克（烏克蘭語：Гур'їв Козачок）是位於烏克蘭東部的村莊，由哈爾科夫州博霍杜希夫區的佐洛奇夫市鎮負責管轄。該村始建於1672年，面積1.2平方公里，海拔高度169米，2021年人口283，人口密度每平方公里278.4人。